# Il giorno e la notte (Tony Colombo)
Il giorno e la notte è il decimo album del cantante napoletano Tony Colombo, pubblicato nel 2003.

## Tracce
1. E dammella na mez'ora
2. Insieme a lei
3. Non lo fai per amore
4. E io ce credo
5. Comm'a te nisciuno
6. Desiderio mio
7. Pe nun te lassà stasera
8. Un tatuaggio
9. Fa male
10. E nascerà